# Корпилахти

Местоположение Корпилахти в Финляндии

Корпилахти (фин. Korpilahti, швед. Korpilax) — бывший муниципалитет в Финляндии. Был объединён с Ювяскюля 1 января 2009 года.
Расположен в бывшей губернии Западная Финляндия и является частью региона Центральная Финляндия. В 2003 году население муниципалитета составляло 5016 человек. Кроме того, около 4500 человек посещают 2000 дач в летнее время.
Площадь — 794.62 км ² из которых 177,44 км ² вода. Плотность населения составляет 6,3 человек на км². Муниципалитет является финноязычным. Ранее также был известен как «Корпилакс» в шведских документах, но сегодня его называют «Корпилахти» также на шведском языке. В политическом плане партия Финляндский центр является доминирующей. Корпилахти является одним из самых бедных муниципалитетов в Финляндии с уровнем безработицы 14,4 % (2002).
Корпилахти относительно хорошо известен своей красивой природой, горами и около 200 озёр. Пяййянне, второе по величине озеро в Финляндии, частично находится в области Корпилахти.

## Известные уроженцы
- Альвар Кавен (1886—1935) — финский художник-экспрессионист.